# Trophée d'Europe II féminin de hockey sur gazon des clubs 2024
Navigation
2025
Le Trophée d'Europe II féminin de hockey sur gazon des clubs 2024 est la 1re édition du tournoi tertiaire européen de clubs féminins de hockey sur gazon organisé par la Fédération européenne de hockey et la prmeière édition depuis qu'il a été rebaptisé du Trophée d'Europe des clubs au Trophée d'Europe II féminin de hockey sur gazon des clubs,,. Il se tient à Alanya, en Turquie, du 17 au 20 mai 2024.

## Équipes
- AHTC Wien
- Cambrai HC
- Edinburgh University HC
- Gaziantep Polisgücü SK
- HC 1972 Rakovník
- Swansea HC
- UCD Ladies HC
- Šiauliai Ginstrektė-Akademija

## Critères
En cas d'égalité de points de plusieurs équipes à l'issue des matchs de poule, les critères suivants sont appliqués dans l'ordre indiqué pour établir leur classement:
1. Points de chaque équipe,
2. Matchs gagnés,
3. Différence de buts,
4. Buts pour,
5. Plus grand nombre de points obtenus dans les matchs de poule disputés entre les équipes concernées,
6. Buts marqués en plein jeu.

## Phase préliminaire
Légende :
- Tour pour les médailles
- Tour de classement

### Poule A
| Rang | Équipe                  | Pts | J | G | N | P | Bp | Bc | Diff |
| ---- | ----------------------- | --- | - | - | - | - | -- | -- | ---- |
| 1    | UCD Ladies HC           | 12  | 3 | 2 | 1 | 0 | 5  | 0  | +5   |
| 2    | HC 1972 Rakovník R      | 10  | 3 | 2 | 0 | 1 | 6  | 6  | 0    |
| 3    | Edinburgh University HC | 8   | 3 | 1 | 1 | 1 | 3  | 4  | -1   |
| 4    | Swansea HC P            | 3   | 3 | 0 | 0 | 3 | 0  | 4  | -4   |

| 17 mai 2024 | HC 1972 Rakovník        | 0 - 4 | UCD Ladies HC           |
| 17 mai 2024 | Edinburgh University HC | 1 - 0 | Swansea HC              |
| 18 mai 2024 | Edinburgh University HC | 2 - 4 | HC 1972 Rakovník        |
| 18 mai 2024 | UCD Ladies HC           | 1 - 0 | Swansea HC              |
| 19 mai 2024 | HC 1972 Rakovník        | 2 - 0 | Swansea HC              |
| 19 mai 2024 | UCD Ladies HC           | 0 - 0 | Edinburgh University HC |

### Poule B
| Rang | Équipe                        | Pts | J | G | N | P | Bp | Bc | Diff |
| ---- | ----------------------------- | --- | - | - | - | - | -- | -- | ---- |
| 1    | Gaziantep Polisgücü SK H      | 12  | 3 | 2 | 1 | 0 | 11 | 6  | +5   |
| 2    | Cambrai HC R                  | 9   | 3 | 1 | 2 | 0 | 3  | 2  | +1   |
| 3    | AHTC Wien P                   | 8   | 3 | 1 | 1 | 1 | 7  | 3  | +4   |
| 4    | Šiauliai Ginstrektė-Akademija | 1   | 3 | 0 | 0 | 3 | 6  | 16 | -10  |

| 17 mai 2024 | Cambrai HC                    | 3 - 2 | Šiauliai Ginstrektė-Akademija |
| 17 mai 2024 | Gaziantep Polisgücü SK        | 3 - 2 | AHTC Wien                     |
| 18 mai 2024 | Šiauliai Ginstrektė-Akademija | 0 - 5 | AHTC Wien                     |
| 18 mai 2024 | Gaziantep Polisgücü SK        | 0 - 0 | Cambrai HC                    |
| 19 mai 2024 | Cambrai HC                    | 0 - 0 | AHTC Wien                     |
| 19 mai 2024 | Šiauliai Ginstrektė-Akademija | 4 - 8 | Gaziantep Polisgücü SK        |

## Tour de classement

### Match pour la7eplace
| Match 13          | Šiauliai Ginstrektė-Akademija                                                                                    | 1 - 1             | Swansea HC                                                                       |                                                                           |                                                                           |
| 20 mai 2024 09h00 | Kukliene 34e | (0 - 0)           | 53e Bowe                                                                         | Arbitrage : Sultan Bulut Daniela Kavanova Arbitre vidéo : Cynthia Clément | Arbitrage : Sultan Bulut Daniela Kavanova Arbitre vidéo : Cynthia Clément |
| 20 mai 2024 09h00 | Rapport |                   |                                                                                  | Arbitrage : Sultan Bulut Daniela Kavanova Arbitre vidéo : Cynthia Clément | Arbitrage : Sultan Bulut Daniela Kavanova Arbitre vidéo : Cynthia Clément |
| 20 mai 2024 09h00 | Raulinaikyté · Jakovleva · Gudeliauskyté · Bogdanova · Laurinavičiūté · ---- · Jakovleva · Bogdanova · Jakovleva | Tirs au but 2 - 3 | Gallagher · Wiseman · Potts · Bowe · Collier · ---- · Gallagher · Wiseman · Bowe | Arbitrage : Sultan Bulut Daniela Kavanova Arbitre vidéo : Cynthia Clément | Arbitrage : Sultan Bulut Daniela Kavanova Arbitre vidéo : Cynthia Clément |

### Match pour la5eplace
| Match 14          | Edinburgh University HC | 1 - 2   | AHTC Wien                     |                                                                             |                                                                             |
| 20 mai 2024 11h15 | Nyirenda 30e            | (1 - 1) | 15e K. Proksch · 57e Szladits | Arbitrage : Sarah Craig Vilma Bagdanskiene Arbitre vidéo : Daniela Kavanova | Arbitrage : Sarah Craig Vilma Bagdanskiene Arbitre vidéo : Daniela Kavanova |
| 20 mai 2024 11h15 | Rapport                 |         |                               | Arbitrage : Sarah Craig Vilma Bagdanskiene Arbitre vidéo : Daniela Kavanova | Arbitrage : Sarah Craig Vilma Bagdanskiene Arbitre vidéo : Daniela Kavanova |

## Tour pour les médailles

### Match pour la3eplace
| Match 15          | HC 1972 Rakovník               | 3 - 1   | Cambrai HC  |                                                                              |                                                                              |
| 20 mai 2024 13h30 | Vorlová 2e · Hvězdová 38e, 56e | (1 - 1) | 22e Querleu | Arbitrage : Kristie Burnett Clare Barwood Arbitre vidéo : Vilma Bagdanskiene | Arbitrage : Kristie Burnett Clare Barwood Arbitre vidéo : Vilma Bagdanskiene |
| 20 mai 2024 13h30 | Rapport                        |         |             | Arbitrage : Kristie Burnett Clare Barwood Arbitre vidéo : Vilma Bagdanskiene | Arbitrage : Kristie Burnett Clare Barwood Arbitre vidéo : Vilma Bagdanskiene |

### Finale
| Match 16          | Gaziantep Polisgücü SK | 1 - 4   | UCD Ladies HC                                   |                                                                               |                                                                               |
| 20 mai 2024 15h45 | Çinar 44e              | (0 - 2) | 13e O'Shea · 25e Paul · 35e Maughan · 39e Moore | Arbitrage : Alexandra Mahieu Birgit Pultar Arbitre vidéo : Vilma Bagdanskiene | Arbitrage : Alexandra Mahieu Birgit Pultar Arbitre vidéo : Vilma Bagdanskiene |
| 20 mai 2024 15h45 | Rapport                |         |                                                 | Arbitrage : Alexandra Mahieu Birgit Pultar Arbitre vidéo : Vilma Bagdanskiene | Arbitrage : Alexandra Mahieu Birgit Pultar Arbitre vidéo : Vilma Bagdanskiene |

## Classement final
| Rang                       | Groupe | Équipe                        | J | V | N | P | BP | BC | +/- | Pts |
| -------------------------- | ------ | ----------------------------- | - | - | - | - | -- | -- | --- | --- |
| Médaille d'or, Europe      | A      | UCD Ladies HC                 | 4 | 3 | 1 | 0 | 9  | 1  | +8  | 10  |
| Médaille d'argent, Europe  | B      | Gaziantep Polisgücü SK H      | 4 | 2 | 1 | 1 | 12 | 10 | +2  | 7   |
| Médaille de bronze, Europe | A      | HC 1972 Rakovník R            | 4 | 3 | 0 | 1 | 9  | 7  | +2  | 9   |
| 4                          | B      | Cambrai HC R                  | 4 | 1 | 2 | 1 | 4  | 5  | -1  | 5   |
| 5                          | B      | AHTC Wien P                   | 4 | 2 | 1 | 1 | 9  | 4  | +5  | 7   |
| 6                          | A      | Edinburgh University HC       | 4 | 1 | 1 | 2 | 4  | 6  | -2  | 4   |
| 7                          | A      | Swansea HC P                  | 4 | 0 | 1 | 3 | 1  | 5  | -4  | 1   |
| 8                          | B      | Šiauliai Ginstrektė-Akademija | 4 | 0 | 1 | 3 | 7  | 17 | -10 | 1   |

|  | Club promu en Trophée I 2025 |